# Amphiledorus
Genre
Amphiledorus est un genre d'araignées aranéomorphes de la famille des Zodariidae.

## Distribution
Les espèces de ce genre se rencontrent au Portugal, en Espagne, en Algérie et en Tunisie.

## Liste des espèces
Selon World Spider Catalog (version 25.0, 29/01/2024) :
- Amphiledorus adonis Jocqué & Bosmans, 2001
- Amphiledorus balnearius Jocqué & Bosmans, 2001
- Amphiledorus histrionicus (Simon, 1885)
- Amphiledorus ungoliantae Pekár & Cardoso, 2005

## Systématique et taxinomie
Ce genre a été décrit par Jocqué et Bosmans en 2001 dans les Zodariidae.

## Publication originale
- Jocqué & Bosmans, 2001 : « A revision of the genus Selamia with the description of Amphiledorus gen. n. (Araneae, Zodariidae). » Bulletin de l’Institut Royal des Sciences Naturelles de Belgique (Entomologie), vol. 71, p. 115-134.